# Owsica (roślina)
Owsica (Avenula (Dumort.) Dumort.) – rodzaj bylin z rodziny wiechlinowatych. Rodzaj w zależności od ujęcia liczy od jednego gatunku (owsicy omszonej A. pubescens) do ok. 30 gatunków, ewentualnie włączany do rodzaju Helictotrichon. W szerokim ujęciu występuje w Eurazji, północnej Afryce i Ameryce Północnej. W wąskim ujęciu zasięg rodzaju obejmuje tylko Eurazję, od Hiszpanii po Chiny. Rodzaj w szerokim ujęciu jest w Polsce reprezentowany przez cztery gatunki, a w wąskim przez jeden.

## Systematyka
Pozycja systematyczna
Rodzaj należący do rodziny wiechlinowatych (Poaceae), rzędu wiechlinowców (Poales). W obrębie rodziny należy do podrodziny wiechlinowych (Pooideae), plemienia Poeae, podplemienia Aveninae. Ujęcie rodzaju Avenula na podstawie kryteriów morfologicznych i anatomicznych było bardzo problematyczne i analizowane przez różnych autorów w drugiej połowie XX wieku. Zastosowanie metod molekularnych ujawniło, że tradycyjne podziały na rodzaje Avenula i Helictotrichon czynią z nich w efekcie taksony para- lub polifiletyczne. W latach 2009 i 2011 przearanżowano klasyfikację w tej grupie, wyróżniając wąsko ujmowane ww. rodzaje oraz Tricholemma i Helictochloa. W efekcie rodzaj owsica Avenula stał się taksonem monofiletycznym z gatunkiem owsica omszona A. pubescens, a pozostałe tu klasyfikowane gatunki przeniesiono do ww. rodzajów. Alternatywnie zachowywane jest szerokie ujęcie rodzaju, aczkolwiek podkreślana jest niepewna i odrębna pozycja A. pubescens na drzewie filogenetycznym.
Gatunki flory Polski
W wąskim, monotypowym ujęciu rodzaju w Polsce występuje jedyny jego przedstawiciel:
- owsica omszona Avenula pubescens (Huds.) Dumort.

W szerokim ujęciu rodzaju włączane są tu kolejne trzy gatunki (druga nazwa naukowa według klasyfikacji wyróżniającej taksony monofiletyczne w wąskim ujęciu według Zarco).
- owsica łąkowa Avenula pratensis (L.) Dumort. ≡ Helictochloa pratensis (L.) Romero Zarco
- owsica pstra Avenula versicolor (Vill.) M.Laínz ≡ Helictochloa versicolor (Vill.) Romero Zarco
- owsica spłaszczona Avenula planiculmis (Schrad.) W.Sauer & Chmel. ≡ Helictochloa planiculmis (Schrad.) Romero Zarco